# 北顿涅茨克区
北顿涅茨克区（羅馬化：Siverkodonetskyi raion）是乌克兰东部盧甘斯克州的一个区，作为2020年7月乌克兰基层行政区划改革的一环成立。该区的行政中心为北頓涅茨克，面积为2,686平方公里，人口数量为369,421人（2021年估计）。
2022年7月3日起，该区遭俄罗斯军事占领。

## 行政区划
北顿涅茨克区被划分为6个市镇，在市镇下共有合计86个居民点。六个市镇如下（括号内为行政中心）：
- 希尔斯凯市镇（希爾斯凱）
- 克雷明纳市镇（克雷明纳）
- 利西昌斯克市镇（利西昌斯克）
- 波帕斯纳市镇（波帕斯納）
- 鲁比日内市镇（魯比日內）
- 北顿涅茨克市镇（北頓涅茨克）